# Liste des cours d'eau d'Israël
Ceci est une liste des cours d'eau d'Israël . Cette liste est classée par bassin versant. Les affluents sont indentés en dessous des cours d'eau principaux. 

## mer Méditerranée
Répertoriés du nord au sud. 
- Nahal Betzet
- Nahal Kziv
- Ga'aton
- Nahal Na'aman
- Kishon
- Nahal Taninim
- Nahal Hadera
- Nahal Alexander
- Nahal Poleg
- Yarkon
  - Ayalon
  - Nahal Qana
  - Nahal Shillo
- Sorek
- Lakhish
- Nahal Shikma
- Bésor
  - Gerar
  - Nahal Be'er Sheva 
    - Nahal Hevron

## Mer Morte
Répertoriés dans le sens des aiguilles d'une montre à partir du Jourdain. 
- Jourdain
  - Nahal Harod
  - Nahal Yissakhar
  - Nahal Tavor
  - Yarmouk
  - Nahal Yavne'el
  - Nahal Arbel
  - Nahal Amud
  - Nahal Korazim
  - Nahal Hazor
  - Nahal Dishon
  - Hasbani
    - Ayoun

  - Dan
    - Baniyas
- Nahal HaArava
  - Nahal Neqarot 
    - Nahal Ramon

  - Nahal Shivya
  - Nahal Paran
  - Nahal Hiyyon
- Nahal Zin
- Tze'elim
- Nahal Mishmar
- Nahal Hever

## Mer Rouge(Golfe d'Aqaba)
- Nahal Shahmon
- Nahal Shelomo